# Encholirium
Encholirium  es un género de plantas con flores perteneciente a la familia Bromeliaceae, subfamilia Pitcairnioideae. Comprende 47 especies descritas y de estas, solo 22 aceptadas.

## Distribución y hábitat
Este es un género nativo de Brasil donde se desarrollan en terrenos áridos y rocosos. Algunas especies son poco numerosas y se encuentran en estado de conservación. Estas plantas son polinizadas por murciélagos, y confundidas con Dyckia.

## Taxonomía
El género fue descrito por Johann Heinrich Friedrich Link y publicado en Systema Vegetabilium 7(2): lxviii, 1233. 1830. La especie tipo es: Encholirium spectabile Martius ex Schultes f. 
Etimología
Encholirium: nombre genérico que proviene del griego "enchos" = lanza y “leiron” = lirio.

## Especies aceptadas
A continuación se brinda un listado de las especies del género Encholirium aceptadas hasta octubre de 2013, ordenadas alfabéticamente. Para cada una se indica el nombre binomial seguido del autor, abreviado según las convenciones y usos.
- Encholirium belemii L.B. Smith & R.W. Read
- Encholirium biflorum (Mez) Forzza
- Encholirium brachypodum L.B. Smith & R.W. Read
- Encholirium bradeanum L.B. Smith
- Encholirium disjunctum Forzza
- Encholirium eddie-estevesii Leme & Forzza
- Encholirium erectiflorum L.B. Smith
- Encholirium gracile L.B. Smith
- Encholirium heloisae (L.B. Smith) Forzza & Wanderley
- Encholirium horridum L.B. Smith
- Encholirium irwinii L.B. Smith
- Encholirium longiflorum Leme
- Encholirium luxor L.B. Smith & R.W. Read
- Encholirium lymanianum E. Pereira & Martinelli
- Encholirium magalhaesii L.B. Smith
- Encholirium maximum Forzza & Leme
- Encholirium pedicellatum (Mez) Rauh
- Encholirium reflexum Forzza & Wanderley
- Encholirium scrutor (L.B. Smith) Rauh
- Encholirium spectabile Martius ex Schultes f.
- Encholirium subsecundum (Baker) Mez
- Encholirium vogelii Rauh